# 滨湄滩
滨湄滩位于南中国海西沙群岛的宣德群岛中，位于湛涵滩西南方，与湛涵滩和东岛形成弯月状。最浅处水深约11米，为珊瑚底质。1935年公布名称为“蒲利孟滩”（英語：Bremen Bank）。1947年和1983年公布名称均为“滨湄滩”。中国渔民俗称“三筐大廊”、“三筐大郎”
滨湄滩现有中华人民共和国政府实际控制，行政上划归海南省三沙市管辖。越南政府亦声称拥有其主权。